# Supercoven
Supercoven to EP, zawierające 2 utwory, doommetalowego zespołu Electric Wizard. Oryginalnie został wydany na CD i 12-cal. winylu w 1998 roku przez Bad Acid Records. W 2000 roku Southern Lord Records wypuściło reedycje na CD z dwoma dodatkowymi utworami.

## Lista utworów
Oryginalna lista utworów:
1. "Supercoven" – 13:13
2. "Burnout" – 18:39

Dodatkowe utwory na reedycji z 2000 roku
1. "Wizards of Gore" – 9:02
2. "Electric Wizard (live)" – 9:53

## Muzycy
- Jus Oborn – gitara, śpiew
- Tim Bagshaw – gitara basowa
- Mark Greening – perkusja
- Teksty – Jus Oborn
- Muzyka – Electric Wizard
- Okładka – Tim Bagshaw

## Historia wydawnictwa
| Rok  | Wytwórnia     | Format | Kraj | Wyprzedany? | Uwagi                      |
| ---- | ------------- | ------ | ---- | ----------- | -------------------------- |
| 1998 | Bad Acid      | CD     | U.K. | Tak         |                            |
| 1998 | Bad Acid      | 12" EP | U.K. | Tak         |                            |
| 2000 | Southern Lord | CD     | U.S. | Tak         | zawiera 2 dodatkowe utwory |